# Antoni Casanovas i Sanahuja
Antoni Casanovas i Sanahuja (Terrassa, 1918 - 2004) fou un falangista i sindicalista terrassenc.

## Biografia
Va formar-se a l'Escola municipal d'Arts i Oficis de la ciutat egarenca durant els anys de la República (1932 - 1937). Afiliat a l'Associació d'Empleats i Tècnics de Terrassa, adscrita a la Unió General de Treballadors. Tot just acabats els estudis treballà com a depenent d'escriptori a Esteve Querol, Empresa Col·lectivitzada. Fou cridat a les acaballes de la Guerra Civil però no es presentà a files. En entrar a Catalunya els franquistes fou mobilitzat dins un dels regiments d'artilleria de muntanya entre 1939 i 1943, primer al País Basc i després a Catalunya. El març de 1939 s'afilià a Falange Española Tradicionalista y de las J.O.N.S. i a la seva Central Nacional Sindicalista, dins la qual actuà durant anys com a enllaç sindical. Desenvolupà tota la seva activitat laboral com a comptable a l'empresa Tejidos Autonell, S.A., dedicada a la confecció d'articles tèxtils per a la dona, fins al seu tancament el 1975, en el marc del Pla de Reestructuració i Ordenació de la Indústria Tèxtil Llanera impulsat pel darrer govern franquista. Durant els darrers anys de la seva vida, destaca per la seva activitat en el món sardanista.

## Fons personal
El seu fons personal es conserva a l'Arxiu Nacional de Catalunya. El fons aplega la documentació produïda i rebuda per Antoni Casanovas i Sanahuja en el curs de les seves activitats professionals i associatives, així com documentació identificativa i personal de la seva muller Àngela Garrigasait i Solà, i el seu sogre, Josep Garrigasait i Corominas. Inclou la documentació personal (cèdula, passaport, salconduits de circulació i altres), acadèmica (de l'Escola d'Arts i Oficis de Terrassa), militar (cartilla, fulls de mobilització, passis i permisos), laboral (relatives a les empreses Esteve Querol, Empresa Col·lectivitzada i Tejidos Autonell, S.A.), associativa (Associació d'antics alumnes de l'Escola d'Arts i Oficis i Cofradía del Santo Cristo de Terrassa), sindical (a l'Associació d'Empleats i Tècnics de Terrassa durant la Guerra Civil i la Central Nacional Sindicalista durant el franquisme) i política, relativa a la seva afiliació a Falange Española Tradicionalista y de las J.O.N.S i acreditativa de la seva idoneïtat ideològica durant el primer franquisme.